# Dampfschifffahrt auf der Wolga

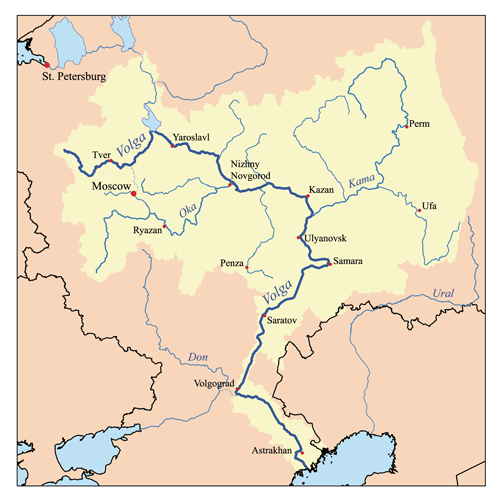
Karte der Wolga

Die Wolga als längster Fluss Europas ist ein zentraler Handelsweg in Russland. Die Entwicklung der Dampfmaschine erlaubte den effizienteren Transport von Frachten flussaufwärts, die Dampfschifffahrt auf der Wolga an sich begann im Jahr 1821.

## Geschichte

### Burlaken

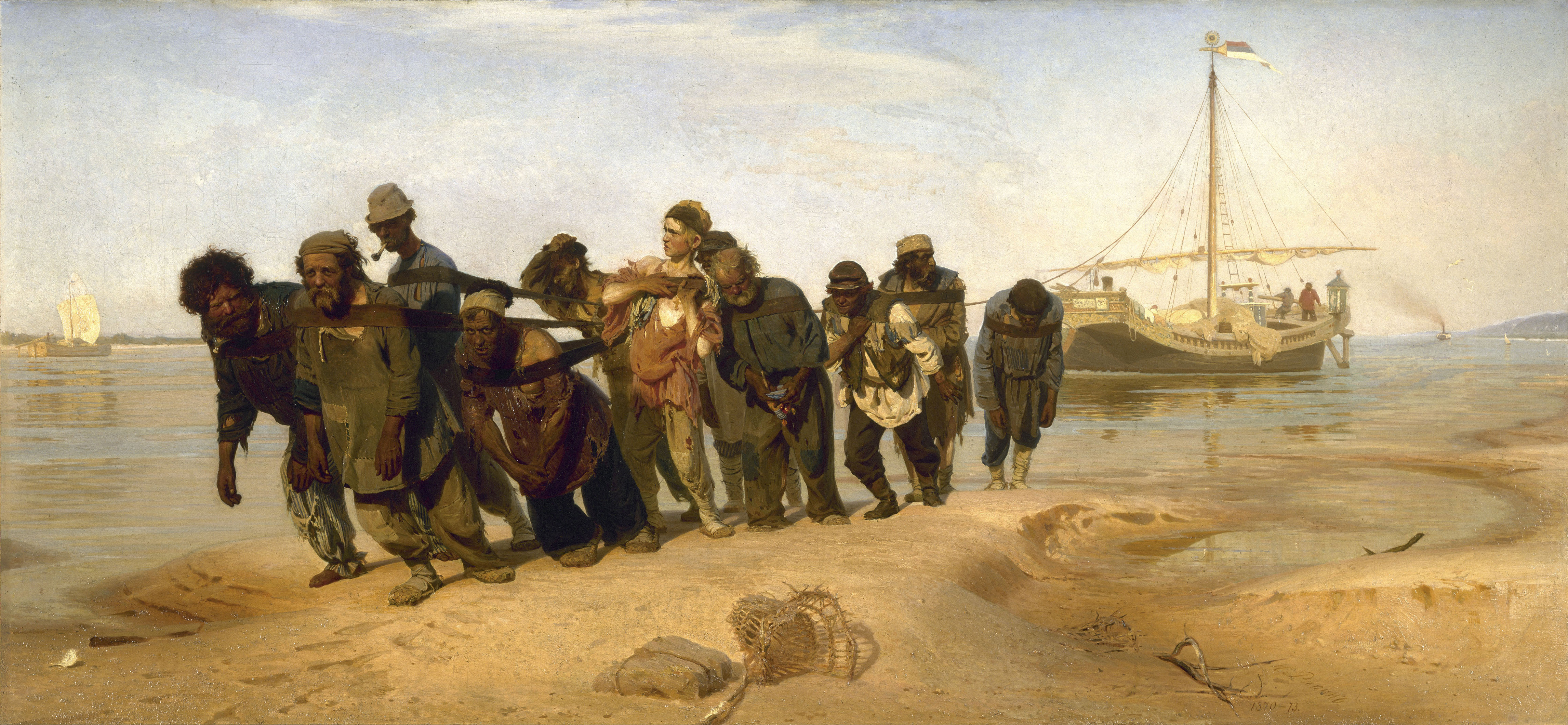
Die Wolgatreidler (Bild von Ilja Jefimowitsch Repin, 1870–1873)

Ursprünglich wurde der Güterverkehr auf der Wolga durch zehntausende als Burlaken bezeichnete Treidler abgewickelt. Diese zogen die Boote auf der Wolga und ihren Nebenflüssen stromaufwärts. Auch Pferde wurden zum Treideln verwendet. Ab 1750 wurden teils pferdegetriebene Maschinenschiffe eingesetzt. Die Burlaken waren als Leibeigene jedoch billiger als die Technik der Maschinenschiffe. Die Burlaken wurden darum erst ab etwa 1840 in größerer Zahl von Dampfschiffen abgelöst. Auf der Wolga wurden erstmals in Russland in größerem Ausmaß Dampfschiffe eingesetzt.

### Erste Dampfschiffe

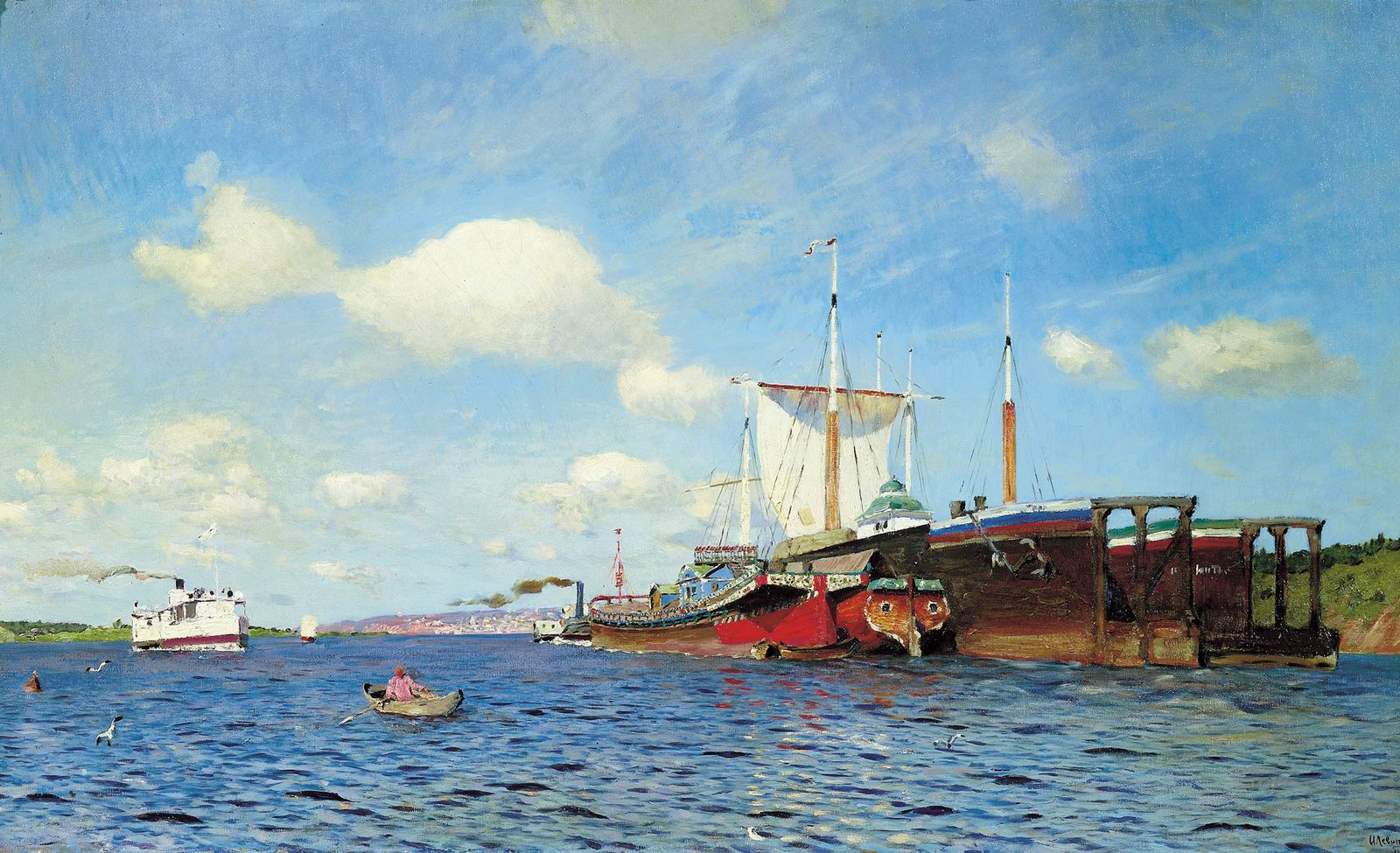
Frischer Wind. Wolga von Isaak Iljitsch Lewitan, 1895

1843 vergab Zar Nikolaus II. eine Lizenz an die Firma „Entlang der Wolga“, die bis zur Übernahme durch die Sowjets die Hauptanbieterin von Transportleistungen auf der Wolga blieb. Das erste Dampfschiff Wolga erreichte Samara 1846. Nischni Nowgorod wurde Hauptumschlagort des Schiffsverkehrs. Obwohl das erste Dampfschiff bereits 1821 getestet worden war, erreichte die Dampfschifffahrt erst ab 1845 ein hohes Verkehrsvolumen.
Die ersten auf dem Fluss verkehrenden großen Dampfschiffe wurden nach amerikanischen Typenmustern 1872 gebaut. 1870 wurde in Nischni Nowgorod der erste Siemens-Martin-Ofen erbaut; 1871 in der zugehörigen Werft das Dampfschiff Perevorot mit zwei Decks gebaut. 1913 fand der Bau des Frachtschiffs Danilikha statt. Zwischen 1849 und 1918 baute die Werft 489 Schiffe. 1913 verkehrten mehr als 5000 Dampfschiffe auf der Wolga.

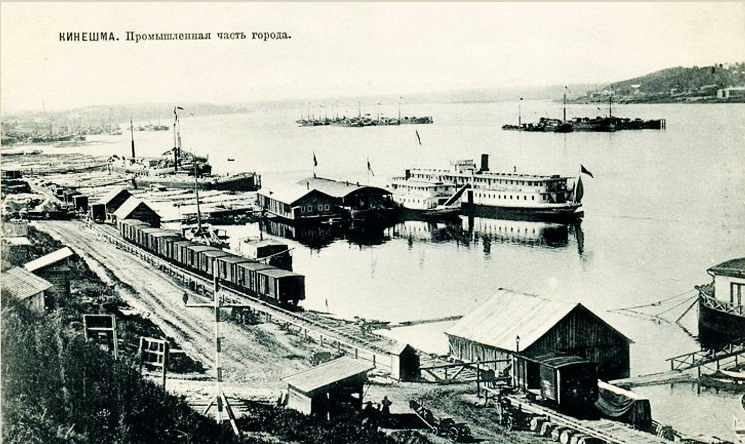
Umladedock zwischen Schiff und Bahn bei Kineshma, um 1900

### Entwicklung ab 1890
1897 ertranken 40 Personen bei einer Kollision zwischen den Schiffen Zarewitsch und Malpitka nahe Astrachan.
1858 stellte eine Maschinenfabrik in Nischni Nowgorod das erste russische Dampfbaggerschiff fertig. Durch die Einführung der Dampfbaggerschiffe konnte die Schiffbarkeit der Wolga verbessert werden, die durch Erosion und Materialabtragung beeinträchtigt war. Die Wolga tendiert dazu, Uferbänke rasch abzutragen, Siedlungen und Häfen mussten häufig verlegt werden.
Unter Leitung von Alfred Nobel wurden 50 Schiffe in Baku zum Transport von Öl aus dem Kaspischen Meer gebaut. Nobel konstruierte 1903 in Baku das Schiff Vandal, bei dem es sich vermutlich um das erste dieselgetriebene Schiff handelt. 1902 schlug Karl Hagelin vor, Schleppkähne mit Dieselantrieben auszustatten. Er entwickelte ein Konzept zur Verschiffung von Öl über eine 2.900 Kilometer lange Route von der unteren Wolga bis St. Petersburg und Finnland. Von 1908 bis 1917 baute die Werft Nobels in Rybinsk unter anderem die Schiffe Komar, Schmel und Tungus.

### Zwischenkriegszeit
Die Sowjets betrieben während des Russischen Bürgerkriegs eine Flotte von bewaffneten Dampfschiffen. Zwischen Roter Armee und Weißer Armee wurden mehrere kleine Gefechte auf dem Fluss ausgetragen. Während der Russischen Hungersnot von 1921 erfolgten zahlreiche Lebensmitteltransporte über den Fluss. Nach dem Sieg der Roten Armee wurde die beschädigte Infrastruktur wieder aufgebaut. Unter der Sowjetherrschaft wurden die Flotten der verschiedenen Reedereien verstaatlicht.
Im Jahr 1926 waren auf der Wolga 1.604 Dampfschiffe mit einer kombinierten Leistung von 300.595 Pferdestärken im Einsatz. Die Wolgaflotte war damit die größte der Sowjetischen Binnenflotten. Am 1. Jänner 1927 verfügten die Binnenflotten auf allen Flüssen über 2.020 Dampfschiffe. Während des Russischen Bürgerkriegs war rund die Hälfte der bis dahin vorhandenen Flotte zerstört worden.

### Zweiter Weltkrieg und Nachkriegszeit

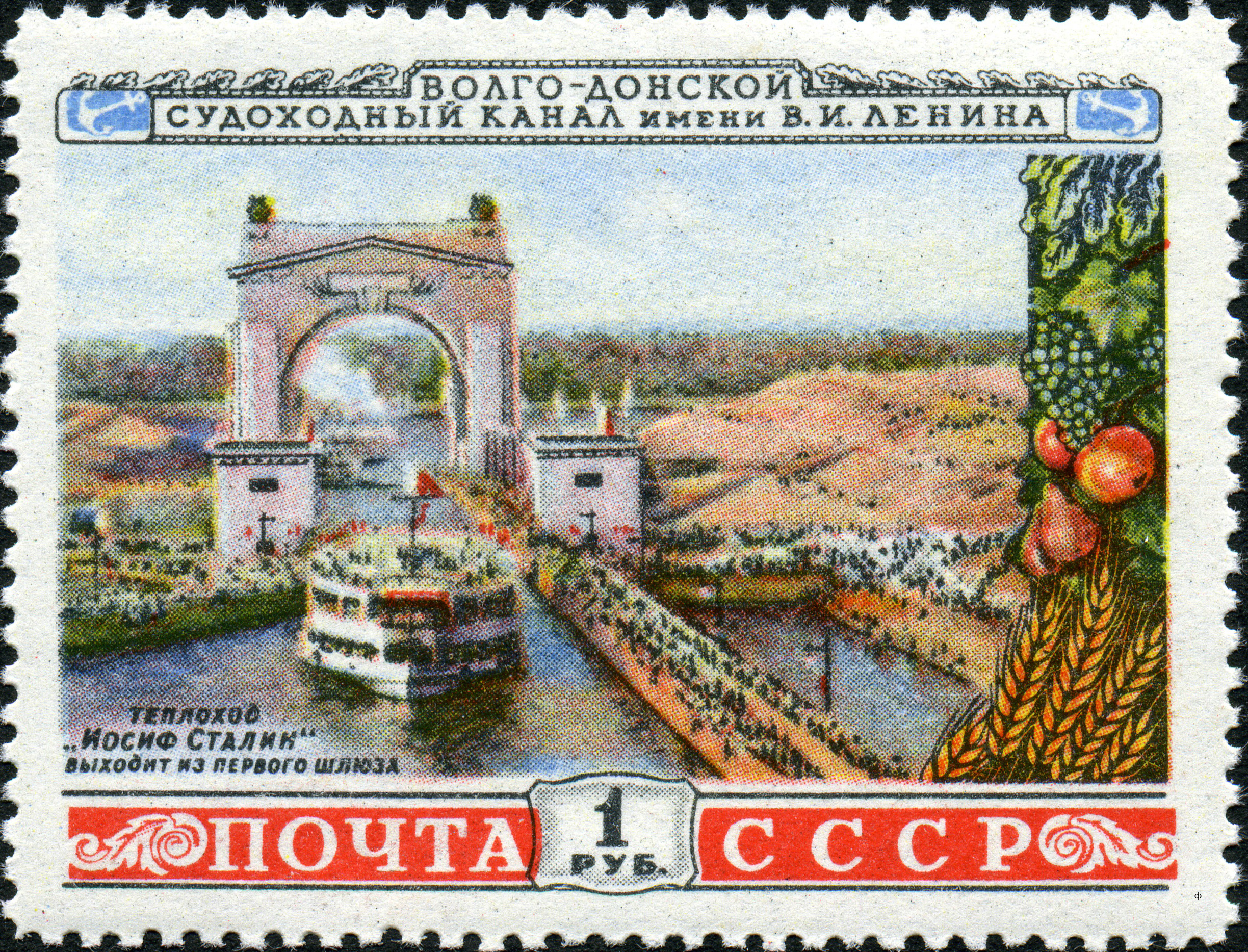
Das Dampfschiff Josef Stalin auf einer sowjetischen Briefmarke aus dem Jahr 1953.

Zu Beginn der Schlacht von Stalingrad, noch bevor die Wehrmacht die Stadt selbst erreichte, hatte die deutsche Luftwaffe den Schiffsverkehr auf der Wolga, über den die Versorgung der Stadt hauptsächlich abgewickelt wurde, zum Erliegen gebracht. Zwischen 25. und 31. Juli 1942 wurden 32 sowjetische Schiffe versenkt, 9 weitere wurden beschädigt. Dem Schleppschiff Krasnoflotets gelang es samt mehreren Barken, Soldaten, Nahrung und Munition in die Stadt zu befördern. Ein Lazarettschiff wurde von nationalsozialistischer Artillerie 11-mal getroffen.
Das Schleppschiff Gasitel erlangte Bekanntheit, als es am 27. Juli 1942 einige Ölschleppkähne abschleppte und so vor einem Brand bewahrte. Dasselbe Schiff wurde als Fähre verwendet, bevor es Mitte Oktober versank. Kapitän Peter Wasiliewitsch Worobiew wurde mit dem Rotbannerorden ausgezeichnet.
Die sowjetische Marine stattete mehrere Kutter mit Türmen des Panzers T 34 aus. Der Wolgaflotille wird eine wesentliche Rolle bei der Verteidigung der Stadt zugeschrieben, da sie die Versorgungslinien offenhielt und Verstärkung und Munition in die Stadt sowie Verwundete aus dem Kampfgebiet heraus brachten. Während des Kriegs wurden auf dem Fluss rund 200 Millionen Tonnen Güter für militärische Zwecke transportiert. Der Krieg schädigte die Infrastruktur schwer, die NS-Truppen versenkten 8.300 Schiffe und zerstörten hunderte Häfen, Werften, Dämme, Deiche und Schleusen.
Der Gütertransport auf der Wolga wurde während des 5. Vierjahresplans von 1946 bis 1950 wiederhergestellt. Nach dem Krieg erfolgten zahlreiche, großteils vor dem Kriegsausbruch geplante Bauten von Dämmen, Kanälen, Sperreinrichtungen, Stauseen und Wasserkraftwerken. Ein Schwerpunkt der Wasserbautätigkeit lag auf der Kontrolle von Erosion und Verschlammung. Durch den Wolga-Don-Kanal und den Wolga-Ostsee-Kanal wurden die Transportmöglichkeiten der Wolgaschifffahrt verbessert. Bis 1950 wurden überwiegend Raddampfer eingesetzt, die von 1951 bis 1959 gefertigte Rjasan-Klasse war als Seitenraddampfer konzipiert. Ab 1960 wurden zunehmend Tragflügelboote und Dieselschlepper eingesetzt.